# Le nuove musiche

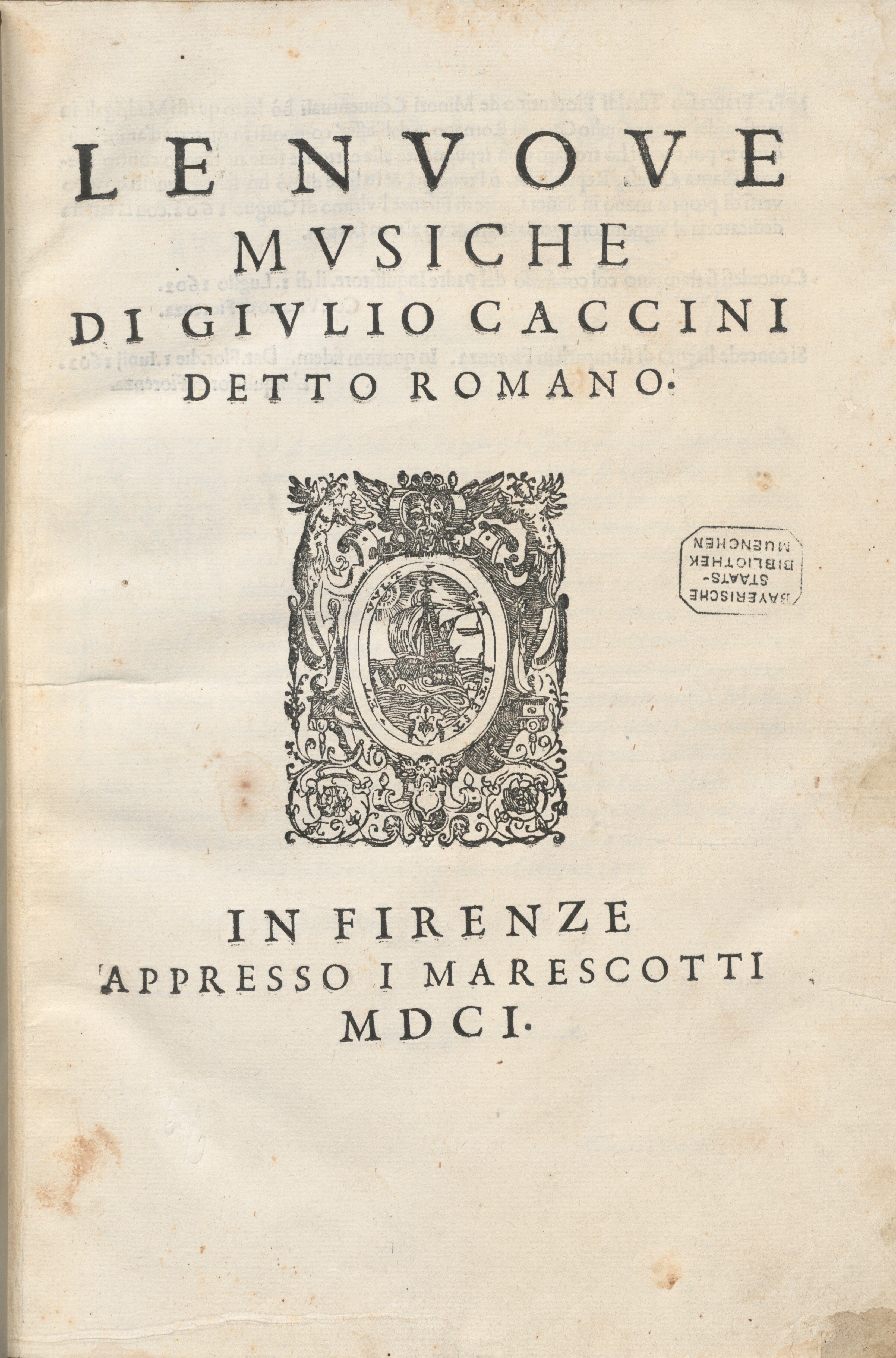
Caccini, Le Nuove musiche, 1601, frontespizio.

Le nuove musiche è una collezione di monodie e canzoni per voce solista e basso continuo del compositore Giulio Caccini, pubblicata a Firenze nel luglio 1602. Essa è uno dei primi e più significativi esempi di musica composta secondo il primitivo stile barocco della cosiddetta seconda pratica. Comprende 12 madrigali e 10 arie.
Il volume venne dedicato a Lorenzo Salviati ed è datato 1601; venne pubblicato agli inizi del 1602 ma l'editore, Giulio Marescotti, morì prima che l'edizione fosse completata, e la stampa venne ritardata fino al luglio 1602.
L'introduzione al volume è probabilmente la descrizione più chiara sull'intento, lo scopo e la corretta esecuzione della monodia esistente al tempo. Esso comprende esempi musicali, ad esempio, come un passaggio specifico può essere eseguito con diversi ornamenti, secondo il gusto e «l'affetto» che il cantante intende esprimere. Caccini deprecò gli inappropriati abbellimenti eseguiti dai cantanti del suo tempo; inoltre, lodò lo stile da lui stesso inventato e dispregiò i compositori più conservatori del periodo.